# Master of Orion III
Master of Orion III (сокр. MoO3 или MoOIII) — компьютерная игра в жанре пошаговой стратегии, третья часть серии Master of Orion. В отличие от первых двух игр, MoO3 была разработана компанией Quicksilver Software. Игра вышла в продажу 25 февраля 2003 от издателя Infogrames.
Создатели игры позволяли поклонникам голосовать на тему об определённых частях игры и предлагать изменение дизайна.

## Обзор
Игра ведётся в стиле пошаговой стратегии с управлением галактикой. Во время каждого хода игрок принимает решения, которые произойдут во время этого хода, включая исследование новых систем, колонизацию миров, дипломатические отношения с другими расами, голосование в Галактическом Сенате, исследование технологий, шпионаж, а также дизайн, создание и управление космо-флотом.
Интерфейс выполнен в стиле футуристического космического корабля. В начале необходимо выбрать расу, которую игрок возглавит в игре. Расы делятся на типы, которые в свою очередь разбиваются на виды. У некоторых типов внутри три вида, у других один.

## Игровой процесс
Игровой процесс основывается на второй части игры, но имеет ряд изменений, в том числе достаточно существенных.
Менеджмент
Управление колониями стало более автоматизированным, хотя возможность ручного контроля осталась. Игрок волен применять глобальные решения на уровне всей империи, к примеру: начать массовую колонизацию, запретить или разрешить миграцию. Появились экономические зоны (DEA), в свою очередь поделенные на регионы.  
Исследования
В сфере исследования технологий так же произошли изменения. Теперь технологии исследуются не на прямую, а через субсидирование исследований различных областей науки.
Конструктор
Как и во второй части игры, возможность самостоятельно разрабатывать конструкцию кораблей – важная часть игрового процесса, однако, в связи с изменением в тактической составляющей космических сражений подход к дизайну корабля изменился.
Ведение войны
Как и в предыдущих частях Master of Orion, ведение войны в игре разбито на две части: космические и наземные бои.
Ведение боя в космосе отличается от первой и второй части в основном тем, что события происходят в реальном времени, с возможностью увеличить или уменьшить скорость хода событий. Корабли группируются в соединения: эскадрилья, флотилии и т.д. каждое из которых выполняет определённую игроком роль. Наземные бои так же отличаются, теперь они могут длится несколько игровых ходов, а их интенсивность настраивается и влияет на ущерб, причиняемый жителям и инфраструктуре. Так же осталась возможность применять орбитальную бомбардировку.
Дипломатия
Дипломатические отношения реализованы, в целом, как во второй части игры, но большой вес имеет шпионаж и отношения с другими империями.

## Расы
Шесть рас из предыдущих игр были уничтожены антаранцами и новыми орионцами за промежуток времени между MoO2 и MoO3.
| Название      | Статус расы в игре* | Появление         |
| ------------- | ------------------- | ----------------- |
| Люди          | Играбельная         | Упоминалась ранее |
| Клаконы       | Играбельная         | Упоминалась ранее |
| Саккра        | Играбельная         | Упоминалась ранее |
| Псилоны       | Играбельная         | Упоминалась ранее |
| Силикоиды     | Играбельная         | Упоминалась ранее |
| Меклары       | Играбельная         | Упоминалась ранее |
| Триларианцы   | Играбельная         | Упоминалась ранее |
| Новые Орионцы | Играбельная         | Первое появление  |
| Раасы         | Играбельная         | Первое появление  |
| Грендарлы     | Играбельная         | Первое появление  |
| Тачиди        | Играбельная         | Первое появление  |
| Номмо         | Играбельная         | Первое появление  |
| Циноиды       | Играбельная         | Первое появление  |
| Эолади        | Играбельная         | Первое появление  |
| Имзаисы       | Играбельная         | Первое появление  |
| Эвоны         | Играбельная         | Первое появление  |
| Иткулы        | Играбельная         | Первое появление  |
| Гноламы       | Исчезнувшая         | Упоминалась ранее |
| Элерианцы     | Исчезнувшая         | Упоминалась ранее |
| Алкари        | Исчезнувшая         | Упоминалась ранее |
| Булрати       | Исчезнувшая         | Упоминалась ранее |
| Дарлоки       | Исчезнувшая         | Упоминалась ранее |
| Мрршаны       | Исчезнувшая         | Упоминалась ранее |

*Исчезнувшие расы неиграбельны, но могут присутствовать в виде затерянных колоний.

## Особенности
Гуманоиды — люди, эвон, псилон. Каждая из перечисленных рас агрессивно отреагирует, если значение контршпионажа высокое, так как они не любят тотальный контроль в государстве. В качестве протеста активизируют своих шпионов на подконтрольных игроку территориях. Гуманоиды не любят войну, имеют дипломатию улучшенную на четверть, эффективны в сенате.
Киборги — меклар и циноид. В пищу употребляют органическую пищу и минералы. У киборгов почти на половину улучшено производство, сильны в наземном бою (+20 точность, +10 инициатива). Против внутригосударственного контроля не возражают. Однако, ничего не понимают в сельском хозяйстве и сложной экономике.
Ящеры — саккра, раас, грендарл. Размножаются на 10 % быстрее, чем остальные. Отношение к контрразведке как у киборгов.
Рыбообразные — триларианец, номмо. Очень терпимы к угнетению рас. Имеют некоторые преимущества в наземном бою. Все расы, кроме исконных врагов ящеров, относятся к ним добродушно.
Насекомые. У насекомых ужасающий рост, отличное производство, и удручающая экономика. Относятся к угнетению рас даже хуже гуманоидов.
Кремнийорганические (силикоиды). Употребляют в еду исключительно силикатные породы и копают их на половину быстрее других. Растут на четверть медленнее. Усилен наземный бой.
«Бестелесные» — имзаис и эолад. Обитают на газовых гигантах. Свободолюбивы. Все показатели средние.
Паразиты — иткул. Поощряют военные действия. Не провоцируют бунты даже при высоком показателе угнетения. Низкая дипломатия, вдвое хуже остальных.

## Внешний вид
Игра разворачивается в космосе со звёздами различных спектральных классов, и одной подписанная система. Например, при выборе расы людей игрок начинает в Солнечной системе. В распоряжении три космических корабля: два разведывательных и один колонизационный. На экране это отображается схематично. Помимо звезды и космического флота присутствуют пути, по которым могут идти корабли до других, не исследованных звёзд. Отдалив обзор от нашей звезды можно оценить размеры предоставленной галактики. В этом скоплении помимо звёзд представлены и их спутники — планеты, каждая уникальная по своим параметрам. Вся карта трёхмерная.
Планеты постепенно терраформируются с развитием технологий, поэтому даже газовый гигант с притяжением в 5-10 Земного и азотно-водородной атмосферой постепенно станет райским уголком для жителей. Но сначала это будет именно газовый гигант, убивающий все живое, поэтому жители, живущие в специальных бункерах, не смогут размножаться с той же скоростью, что и на родной планете (например, на Земле) и промышленность/производство будет невысокой, что замедлит строительство корабля-разведчика. На спутниках планет возможно установить ракетные и истребительные базы. Помимо графического отображения галактики присутствуют окна информации. Интерфейс выглядит так: в левом-нижнем окне показывается информация о планете: совместимость, размер, население, доход и др. Справа-сверху — линия строительства и распределение бюджета.
Окно родной планеты содержит много информации, но игрок может сделать закладки на каждую сферу: экономика, демография, инфраструктура и др. Для облегчения управления несколькими планетами могут быть включены автоматический бюджет и строительство инфраструктуры. Задачей игрока в империи вести науку, определять производство планет, давать им планы развития, которые можно сделать уже на старте игры как «шаблоны», и выдавать их колонизированным планетам по факту их появления в Империи.
Окно обзора планеты показывает очки производства еды, сырья, индустриальной и научно-исследовательской мощи, экономику, источники дохода и прочее.

## Оценки
| Сводный рейтинг | Сводный рейтинг |
| Агрегатор       | Оценка          |
| --------------- | --------------- |
| GameRankings    | 59,87 %         |